# 圆柱山羊草
圆柱山羊草（学名：Aegilops cylindrica）为禾本科山羊草属下的一个种。該物種於19世纪后期引入北美，結果被當地視為雜草。圆柱山羊草與冬小麦外形相似，而且容易造成冬小麦減產。